# ボブ・エズリン
ボブ・エズリン（Robert Alan "Bob" Ezrin, 1949年3月25日 - ）は、カナダ出身の音楽プロデューサー、編曲家。
1970年代前半、アリス・クーパーやルー・リードのアルバムのプロデュースで名声を得た。以来、多くのアーティストを手掛け、数々の優れた作品を世に送り出した。

## 人物
2019年現在、約50年間に及ぶプロデューサーとしてのキャリアの中で、ルー・リード、ハノイ・ロックス、ロバータ・フラック、ピーター・ガブリエル、ドクター・ジョン、ニルス・ロフグレン、カンサス、ロッド・スチュワート、ベルリン、ナイン・インチ・ネイルズ、ジュリアン・レノン、アンドレア・ボチェッリなど、数多くのアーティストの作品を手掛けた。
アリス・クーパーの『スクールズ・アウト』（1972年）、キッスの『地獄の軍団』（1976年）、ピンク・フロイドの『ザ・ウォール』（1979年）などは彼の金字塔である。
オーケストレーションの導入などドラマティックな作風が目立つが、その反面ワイルドでナスティなロックン・ロールの演出にも冴えを見せる。
2004年、母国の音楽賞「ジュノー賞」において、『カナダ音楽の殿堂』（Canadian Music Hall of Fame）入りし、2011年には同最優秀シングル賞を受賞。 2013年、地元トロントで功績者に贈られる「名声の歩道」に選出された。

## 主なプロデュース作品

### アリス・クーパー (バンド)
- エイティーン - Love It To Death（1971年）
- キラー - Killer（1971年）
- スクールズ・アウト - School's Out（1972年）
- ビリオン・ダラー・ベイビーズ - Billion Dollar Babies（1973年）
- マッスル・オブ・ラヴ - Muscle of Love（1974年）

### アリス・クーパー
- 悪夢へようこそ - Welcome To My Nightmare（1975年）
- 地獄へ行く - Goes to Hell（1976年）
- レースとウイスキー - Lace & Whiskey（1977年）
- ライヴ!!アリス・クーパー・ショー - The Alice Cooper Show（1977年）
- DADA - DaDa（1983年）
- 悪夢へようこそ 第2章 - Welcome 2 My Nightmare（2011年）
- パラノーマル〜超常現象の館〜 - Paranormal（2017年）[2]

### アーティスト
（※アーティストの姓、及びバンド名の数字・五十音順に記載）
2CELLOS
- In2ition（2013年）

アーサメイジャー
- Ursa Major（1973年）

アーミー・オブ・エニワン
- Army of Anyone（2006年）

エアロスミス
- 飛べ!エアロスミス - Get Your Wings（1974年）

エスケープ・フロム・アース
- Three Seconds East（2004年）

エロエス・デル・シレンシオ
- Avalancha（1995年）

ピーター・ガブリエル
- ピーター・ガブリエルI - Peter Gabriel I（1977年）

カンサス
- イン・ザ・スピリット・オブ・シングス - In the Spirit of Things（1988年）

キッス
- 地獄の軍団 - Destroyer（1976年）
- 〜エルダー〜 魔界大決戦 - Music from "The Elder"（1981年）
- リヴェンジ - Revenge（1992年）

デヴィッド・ギルモア
- 狂気のプロフィール - About Face（1984年）

ザ・キングス
- The Kings Are Here（1980年）
- Amazon Beach（1981年）

クーラ・シェイカー
- ペザンツ、ピッグス&アストロノウツ - Peasants, Pigs & Astronauts（1999年）

ザ・ジェイホークス
- Smile（2000年）

ロッド・スチュワート
- ロッド・スチュワート（1986年）

クリスティン・チェノウェス
- Some Lessons Learned（2011年）

ディープ・パープル
- ナウ・ホワット?! - Now What?!（2013年）
- インフィニット - Infinite（2017年）

ティム・カリー
- Read My Lips（1978年）

ザ・テノールズ
- Who Wants to Live Forever" from Under One Sky（2015年）
- God Rest Ye Merry Gentlemen（2017年）

デフトーンズ
- サタデイ・ナイト・リスト - Saturday Night Wrist（2006年）

テレフォン
- Dure Limite（1982年）

ドクター・ジョン
- Hallowed Be Thy Name（1975年）

VOW WOW（BOWWOW）
- MOUNTAIN TOP（1990年）

ハノイ・ロックス
- トゥー・ステップス・フロム・ザ・ムーヴ - Two Steps from the Move（1984年）

ハリウッド・ヴァンパイアーズ
- Hollywood Vampires（2015年）

バルーナティック
- My Underworld, Five Cent Beer（2003年）

ハンガイ
- Homeland（2017年）

スティーヴ・ハンター
- Swept Away（1978年）

ピンク・フロイド
- ザ・ウォール - The Wall（1979年）
- 鬱 - A Momentary Lapse of Reason（1987年）
- 対 - The Division Bell（1994年）

フィッシュ (バンド)
- Fuego（2014年）
- Big Boat（2016年）

フェフェ・ドブソン
- Joy（2010年）

フロー&エディ
- Flo and Eddie（1973年）

ベイビーズ
- The Babys（1977年）

ベルリン
- 愛は吐息のように - Count Three and Play（1986年）

ボーナム
- 無限 - The Disregard of Timekeeping（1989年）

アンドレア・ボチェッリ
- Si（2018年）[3]

マレー・マクローチラン
- Storm Warning（1981年）

トレヴァー・ラビン
- キャント・ルック・アウェイ - Can't Look Away（1989年）

ジョニー・リード
- A Christmas Gift To You（2013年）
- What Love Is All About（2015年）

ルー・リード
- ベルリン - Berlin（1973年）

U2
- U2 at the BBC（2017年）

ジュリアン・レノン
- ヘルプ・ユアセルフ - Help Yourself（1991年）

ニルス・ロフグレン
- Nils（1979年）

ディック・ワグナー
- Richard Wagner（1978年）